# زيا محمود
زيا محمود (بالإنجليزية: Zia Mahmood)‏ هو لاعب الجسر ‏ أمريكي، ولد في 7 يناير 1946.